# سنت-املی-دو-لنرژی، کبک

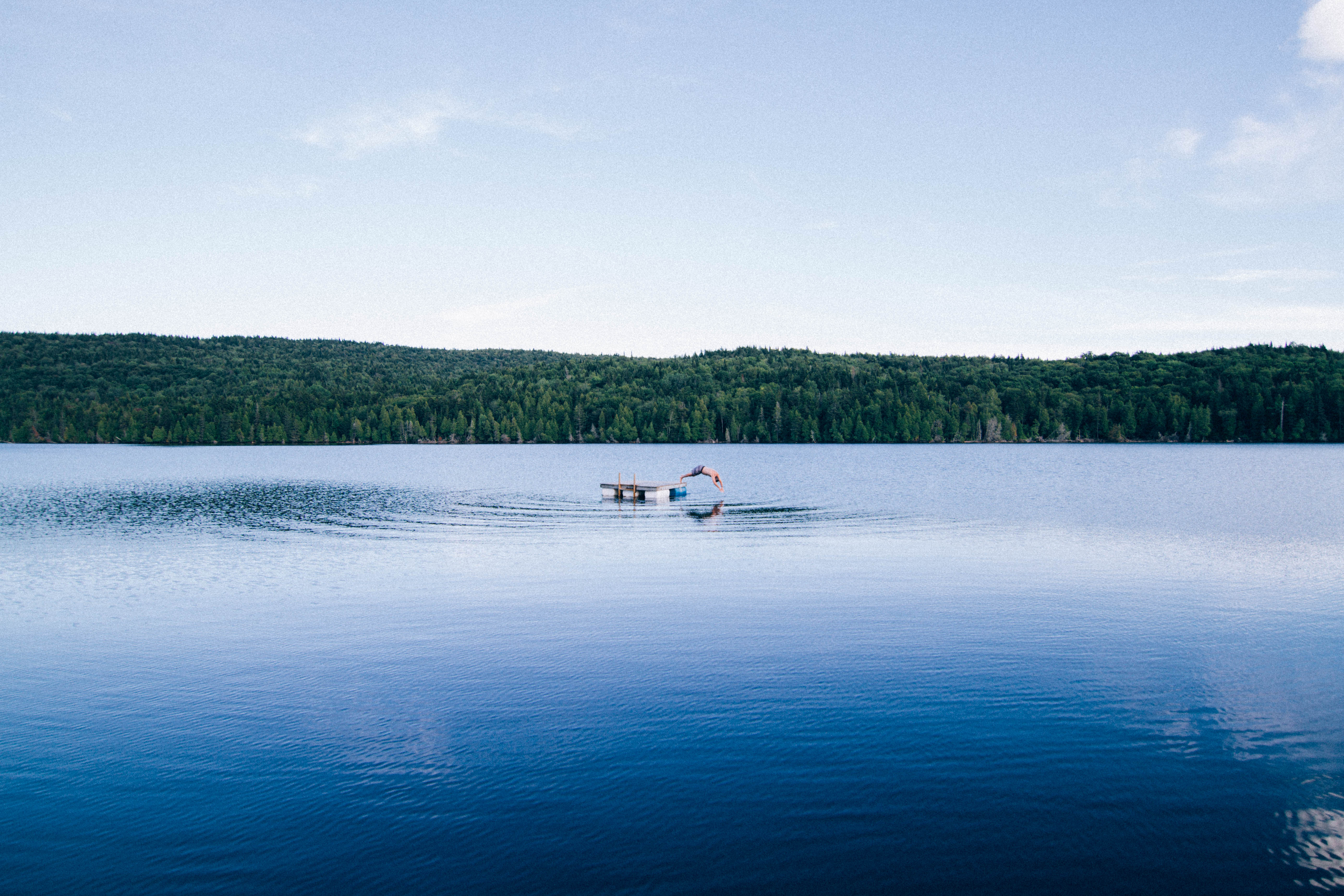
نمایی از سنت-املی-دو-لنرژی، شهری در منطقه شهری ماتاوینی - ۲۰۱۷

سنت-املی-دو-لنرژی (به فرانسوی: Sainte-Émélie-de-l'Énergie) شهری در منطقه شهری ماتاوینی ناحیه لانودییر در استان کبک کانادا است. در سرشماری سال ۲۰۱۱ این شهر ۱٬۶۴۳ نفر جمعیت داشته‌است و مساحت آن ۱۷۰٫۶۸ کیلومتر مربع است.